# Straßenbahn Stockholm
Die Straßenbahn Stockholm (schwedisch Stockholms spårvägar) ist das Straßenbahnsystem der schwedischen Hauptstadt Stockholm. Ein „Netz“ im Sinne des Wortes besteht seit 1967 nicht mehr, vielmehr existieren vier Strecken mit jeweils individueller Geschichte, von denen nur zwei gleismäßig miteinander verbunden sind.

## Geschichte

### Entstehung der Straßenbahn (1877–1915)

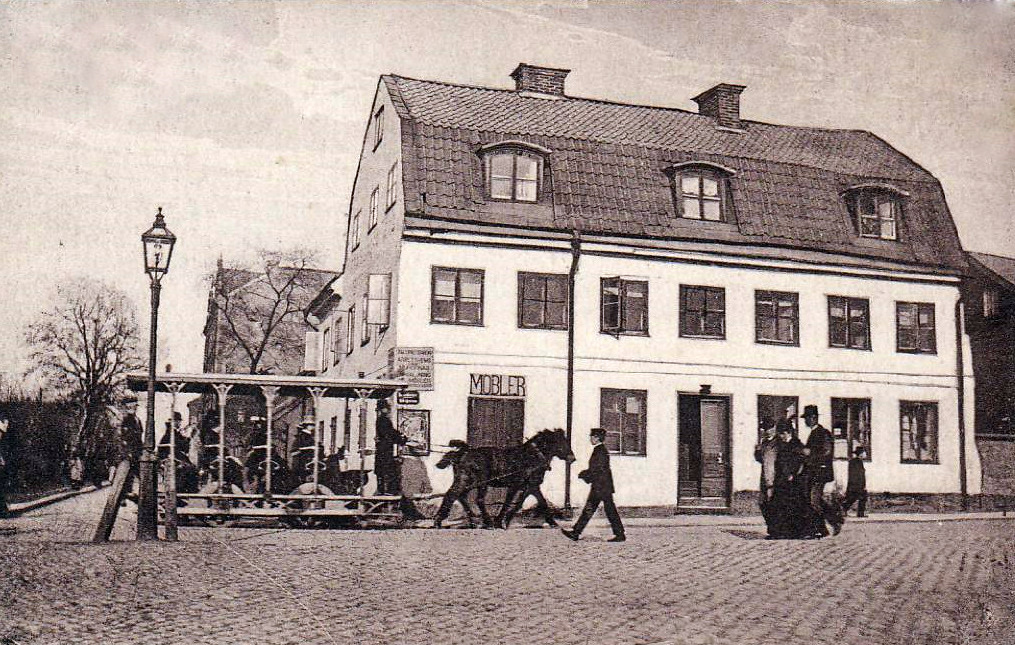
Pferdebahn auf der Strecke Götgatan–Tjärhovsgatan.

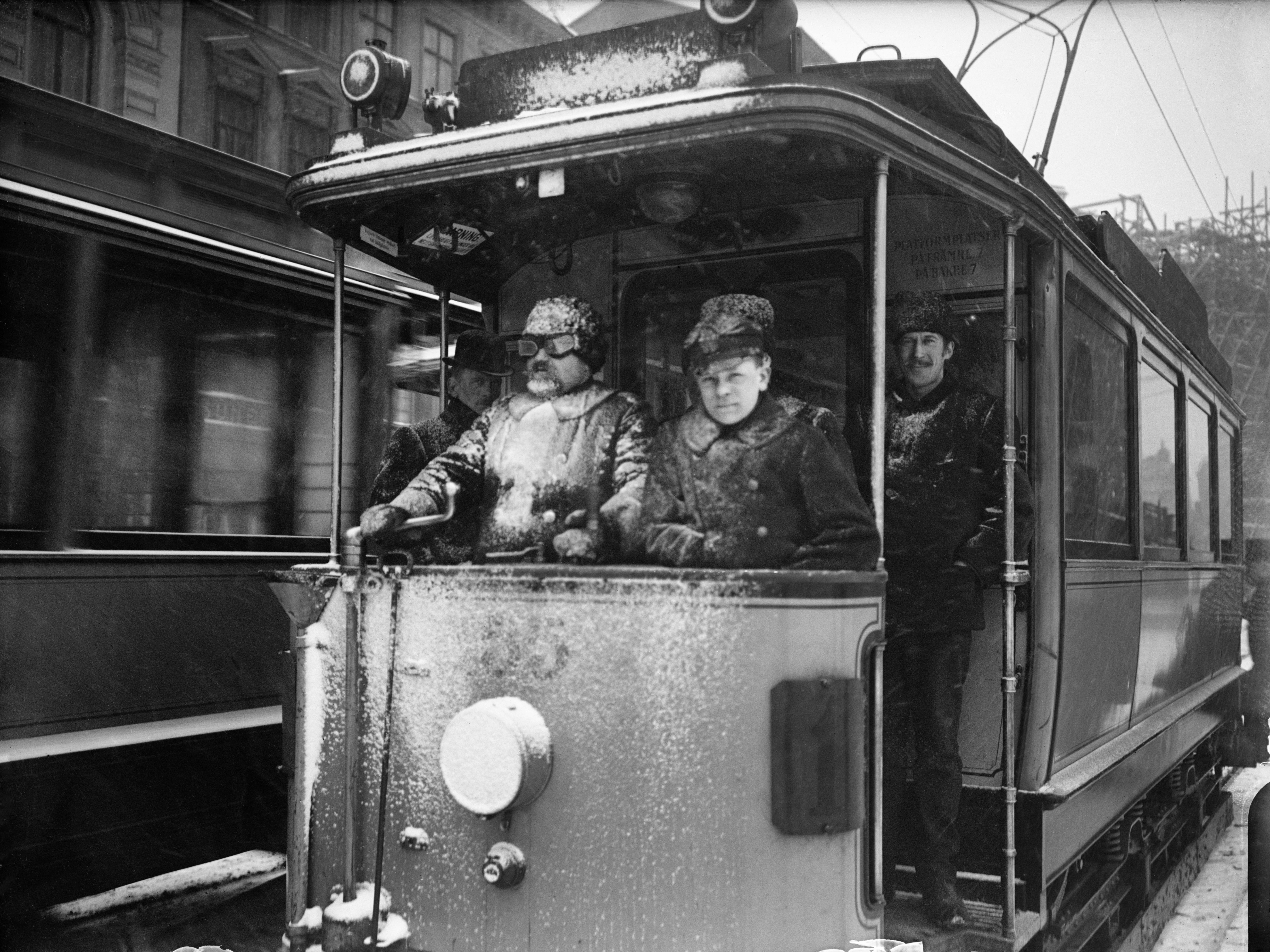
Offener Straßenbahnwagen 1908.

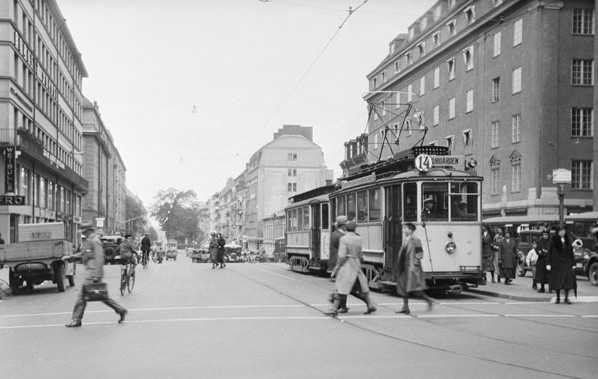
Straßenbahnzug der Linie 14 auf dem Sveaväg, 1931.

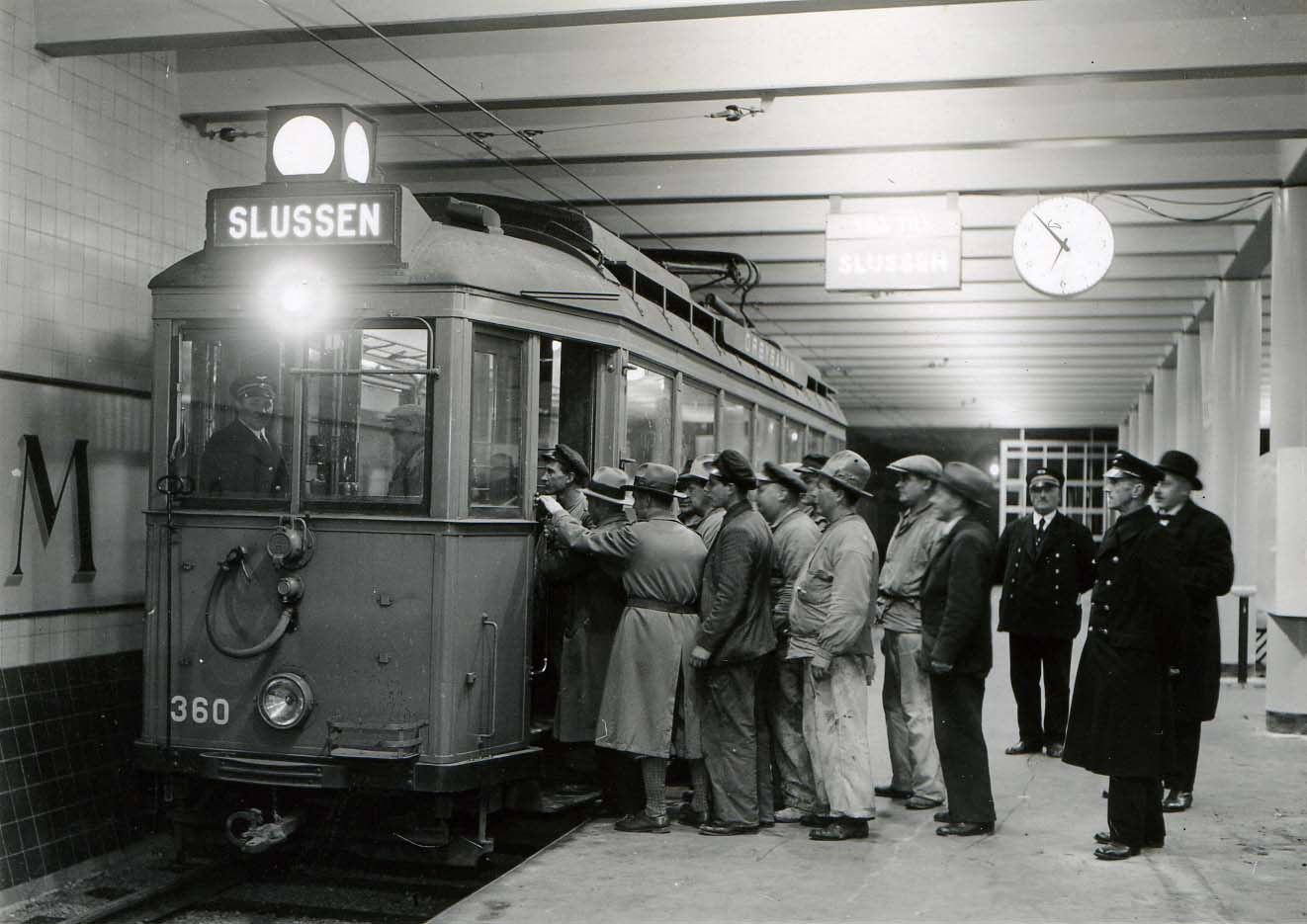
Triebwagen 360, Typ A13 in der unterirdischen Haltestelle Ringvägen, heute U-Bahnhof Skanstull.

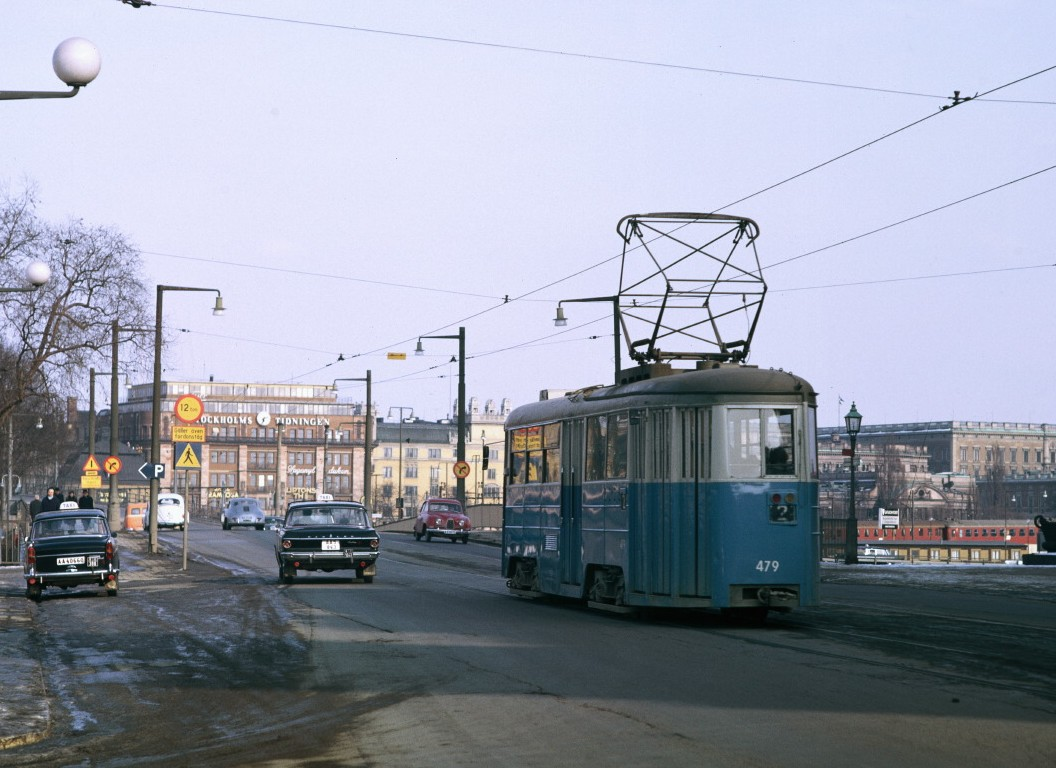
Triebwagen 479, Typ A26, auf der Stadshusbron, 1963.

#### Alternative Antriebe
Der Pferdebahnbetrieb wurde als erster in Schweden am 10. Juli 1877 durch die Stockholms Nya Spårvägsaktiebolag (SNS) aufgenommen. Diese verkehrte nur in Norrmalm und auf der Insel Stadsholmen und wurde deshalb im Laufe der Zeit auch Norra bolaget genannt. 1887 nahm dann die Stockholms Södra Spårvägsaktiebolag (SSB) auch Pferdebahnlinien auf Södermalm in Betrieb. Die letzte Pferdebahn in Stockholm verkehrte am 10. Februar 1905.
Zwischen dem 11. August 1887 und dem 15. November 1901 setzte die SSB auf der Hornsgata in Södermalm, deren Steigungen für den Pferdebetrieb zu groß waren, Rowan-Dampftriebwagen ein.
In den 1920er Jahren verkehrte auch eine Benzinstraßenbahn in Stockholm. Eine Fläche bei Gärdet, an der die Strecke vorbeiführte, war als Notflugfeld klassifiziert, deshalb wurde dort keine Oberleitung genehmigt.

#### Elektrische Straßenbahn
Die erste elektrische Straßenbahn nahm ihren Betrieb in Södermalm am 5. September 1901 auf, am 13. Februar 1904 folgte die Ausweitung auf Norrmalm.
Durch diese Entwicklung war es möglich, längere Vorortlinien in Betrieb zu nehmen, vorher waren die Straßenbahnlinien auf die Innenstadt Stockholms beschränkt. Linien nach Västerort, mit Ästen nach Nockeby (Nockebybanan), Ulvsunda und Södra Ängby, Söderort, mit Ästen über Skanstull nach Skarpnäck und Örby, sowie über Hornstull nach Gröndal, Mälarhöjden und Fruängen wurden gebaut, ebenso Strecken nach Solna, Sundbyberg und Lidingö (Lidingöbanan). Die Lidingö-Linien wurden ab 1925 nach Bau der Lidingöbron in die Innenstadt verlängert. Alle Vorortlinien waren Radiallinien ohne durchgehende Verbindungen.

### Zusammenschluss des Straßenbahnbetriebs (1915–1939)
1915 wurde die städtische AB Stockholms Spårvägar (SS) gegründet, die mit der Koordination des Straßenbahnbetriebs betraut wurde. 1917 übernahm sie den Betrieb der Strecken der Stockholms Nya Spårvägsaktiebolag (SNS) und im folgenden Jahr jene der Stockholms Södra Spårvägsaktiebolag (SSB). Obwohl der Betrieb der Teilnetze so formell in einer Hand lag, fehlte bis 1922 eine Gleisverbindung über den Slussen zwischen Stadsholmen und Södermalm. Am 1. April 1922 wurde das Liniennetz reformiert und durchgehende Linienführungen durch die Innenstadt und über die Brücke an der Schleuse eingeführt.
Am 1. Oktober 1933 ging in Södermalm ein Straßenbahntunnel zwischen Slussen und Skanstull in Betrieb, der Tunnelbana genannt wurde und aus dem sich das heutige U-Bahn-Netz Stockholms, die Stockholms tunnelbana entwickelte. Ab 1941 wurden bei neugebauten Tunnelstrecken U-Bahn-Normen zugrunde gelegt. Befahren wurden sie durch moderne Zweirichtungswagen des Typs A24/B24 (Ängbyvagn). Diese Wagen wurden in den 1980er Jahren modernisiert, sie blieben auf der Lidingöbanan bis 2013 in Betrieb.
Nach Eröffnung der Västerbro 1935 entstand für die Straßenbahn eine weitere Nord-Süd-Verbindung, die nicht an der Altstadt (Gamla stan) vorbeiführte.
| 1  | Norrmalmstorg – Stureplan – Birger Jarlsgatan – Odenplan – S:t Eriksplan – Fridhemsplan – Tegelbacken – Gamla stan – Slussen – Årstalunden                                                                             |
| 2  | Fridhemsplan – Fleminggatan – Kungsgatan – Stureplan – Karlavägen – Karlaplan – Narvavägen – Strandvägen – Norrmalmstorg – Gustav Adolfs torg – Tegelbacken – Fridhemsplan – Fredhäll                                  |
| 3  | Haga Södra – Odenplan – Vasagatan – Norra Bantorget – Tegelbacken – Gamla stan – Slussen – Hornsgatan – Heleneborgsgatan                                                                                               |
| 4  | Ringlinie: Norrmalmstorg – Sibyllegatan – Östra stationen – Odenplan – S:t Eriksplan – Fridhemsplan – Västerbron – Hornstull – Rosenlundsgatan – Ringvägen – Slussen – Gamla stan – Gustav Adolfs torg – Norrmalmstorg |
| 5  | Östra stationen – Stureplan – Norrmalmstorg – Gustav Adolfs torg – Tegelbacken – Norra Bantorget – Vasagatan – Odenplan – Karlberg                                                                                     |
| 6  | Roslagstull – Birger Jarlsgatan – Stureplan – Norrmalmstorg – Gustav Adolfs torg – Gamla stan – Slussen – Sofia |
| 7  | Norrmalmstorg – Strandvägen – Djurgården Waldemarsudde |
| 8  | Slussen – Medborgarplatsen – Skanstull – Enskede – Skärpnäck |
| 9  | Karlberg – Dalagatan – Norra Bantorget – Vasagatan – Tegelbacken – Gamla stan – Slussen – Danvikstull |
| 10 | Ropsten – Lidingövägen – Stureplan – Norrmalmstorg – Gustav Adolfs Torg – Gamla Stan – Slussen – Hornsgatan – Hornstull                                                                                                |
| 11 | Karlaplan – Linnégatan – Stureplan – Kungsgatan – Fleminggatan – Mariebergsgatan |
| 12 | Tegelbacken – Fridhelmsplan – Alvik – Ålsten – Nockeby |
| 13 | Tegelbacken – Fridhelmsplan – Alvik – Ulvsunda |
| 14 | Vanadisplan – Odenplan – Sveavägen – Kungsgatan – Stureplan – Norrmalmstorg – Strandvägen – Djurgården Waldemarsudde                                                                                                   |
| 15 | Norra Bantorget – Dalagatan – Odenplan – Haga Södra – Haga Norra – Hagalund – Sundbyberg |
| 16 | Slussen – Hornsgatan – Liljeholmsbron – Grönbrink – Aspudden – Mälarhöjden |
| 17 | Slussen – Hornsgatan – Liljeholmsbron – Grönbrink – Midsommarkransen – Tellusborg |
| 18 | Slussen – Hornsgatan – Liljeholmsbron – Gröndal – Ekensberg |
| 19 | Slussen – Medborgarplatsen – Skanstull – Enskedefältet – Stureby – Örby |
| 20 | Stureplan (Humlegårdsgatan) – Lidingövägen – Ropsten – Islinge – Vasavägen – Kyrkviken |
| 21 | Stureplan (Humlegårdsgatan) – Lidingövägen – Ropsten – Herserud – Skärsätra – Brevik – Gåshaga brygga |

### Einstellung des Netzes (1939–1967)

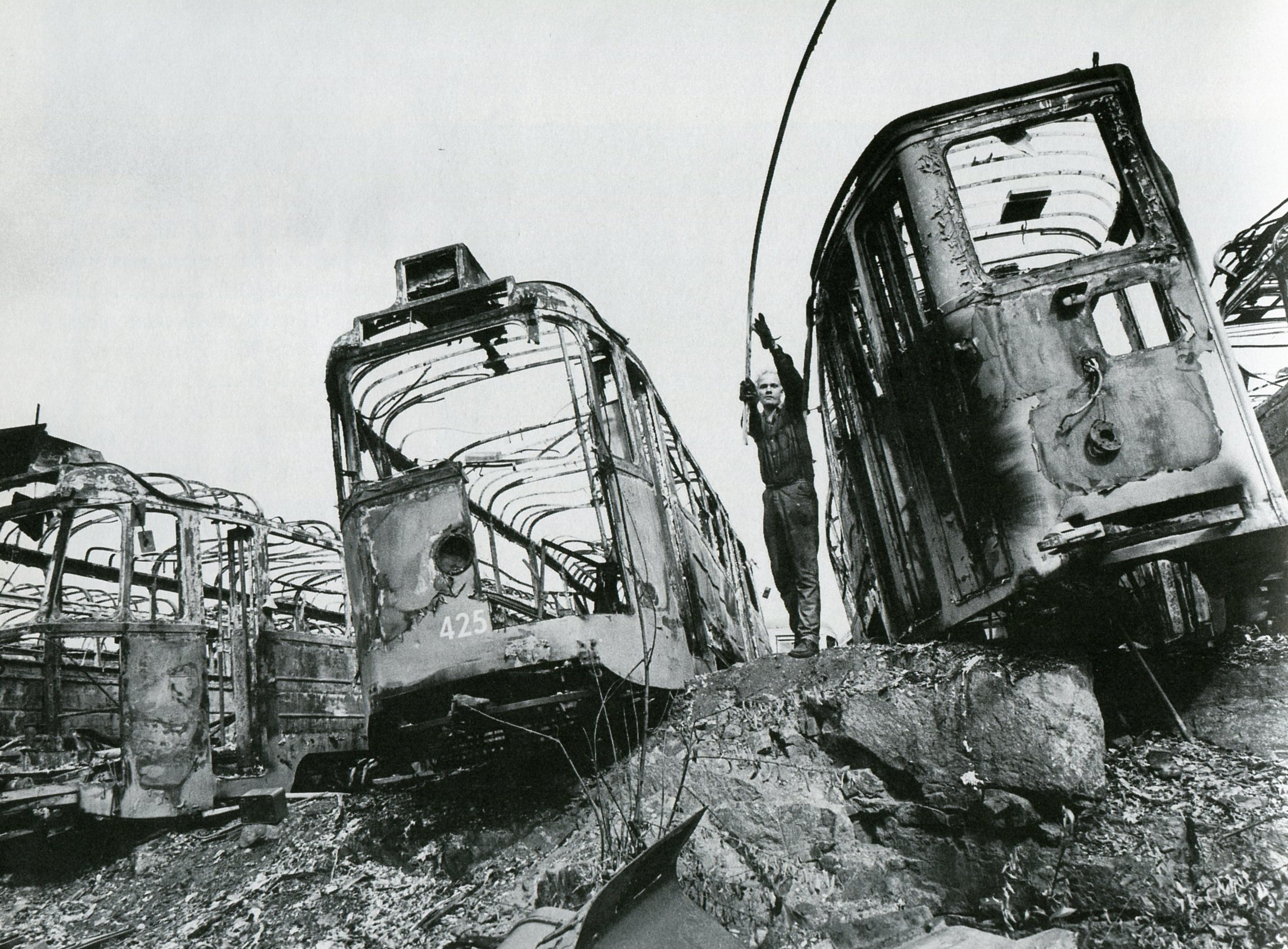
Verschrottung von Straßenbahnwagen, 1967/1968

1939 wurde eine langfristige Einstellung der Straßenbahn in der Innenstadt beschlossen, da sie im Sinn der autogerechten Stadt als Hindernis für den wachsenden Individualverkehr angesehen wurde. Als erste Linie wurde die Linie 11 1941 durch die Oberleitungsbuslinie 41 ersetzt. Der Zweite Weltkrieg verlangsamte diese Einstellungswelle, da es während des Krieges sowohl an Treibstoff als auch Gummi mangelte. Oberleitungsbusse verkehrten in Stockholm von 1941 bis 1964 (siehe Oberleitungsbus Stockholm).
1941 wurde dann der Bau der ersten U-Bahn-Strecke beschlossen, die heutige Gröna linje. Weitere Straßenbahnausbauten in den Vororten wurden ab diesem Zeitpunkt für einen späteren U-Bahnbetrieb vorbereitet, so wurden sie kreuzungsfrei und mit vorbereiteten Mittelbahnsteigen gebaut. Diese als Straßenbahn eröffneten Strecken, die später in das U-Bahn-Netz einbezogen wurden, sind (jeweils mit Datum der Umstellung):
- Slussen – Skanstull (1. Oktober 1950)
- Gullmarsplan – Blåsut (1. Oktober 1950)
- Globen – Stureby (9. September 1951)
- Alvik – Islandstorget (26. Oktober 1952) der grünen Linien und
- Telefonplan – Västertorp (5. April 1964) der roten Linien.[3]

Die Einstellungspläne wurden während des Krieges und den ersten Nachkriegsjahren vertagt. 1946 beschaffte der Verkehrsbetrieb nochmals neue Straßenbahnwagen (Mustang) für den Innenstadtverkehr. Die letzten innerstädtischen Neubaustrecken nach Hakberget (Linie 4) und Tessinparken (Linie 8) gingen 1952 in Betrieb.
1957 beschloss der Stockholmer Stadtrat die Einstellung des Straßenbahnbetriebes in der Innenstadt, also der eigentlichen Stockholms kommun. Der Betrieb sollte mit dem Ende der Laufzeit der vorhandenen Fahrzeuggeneration Mitte der 1970er Jahre aufgegeben werden. Als 1963 die Reichsregierung beschloss, in Schweden beim Straßenverkehr auf Rechtsverkehr umzustellen, wurde das Ende vorgezogen. Die letzten Straßenbahnzüge in der Innenstadt verkehrten in der Nacht auf den 3. September 1967, dem Tag der Umstellung.
Am 1. Januar 1967 wurde die bisherige Straßenbahngesellschaft Stockholms Spårvägar (SS) in Storstockholms Lokaltrafik (SL) umstrukturiert. Ihr wurde die Verantwortung für den gesamten öffentlichen Nahverkehr in der Provinz Stockholm übertragen. Nur ein Straßenbahnwagen wurde mit dem neuen SL-Logo ausgestattet. Zwischen 1967 und 1968 wurden die meisten Straßenbahnfahrzeuge abgebrannt und verschrottet.

### Zwischenphase (1967–1991)

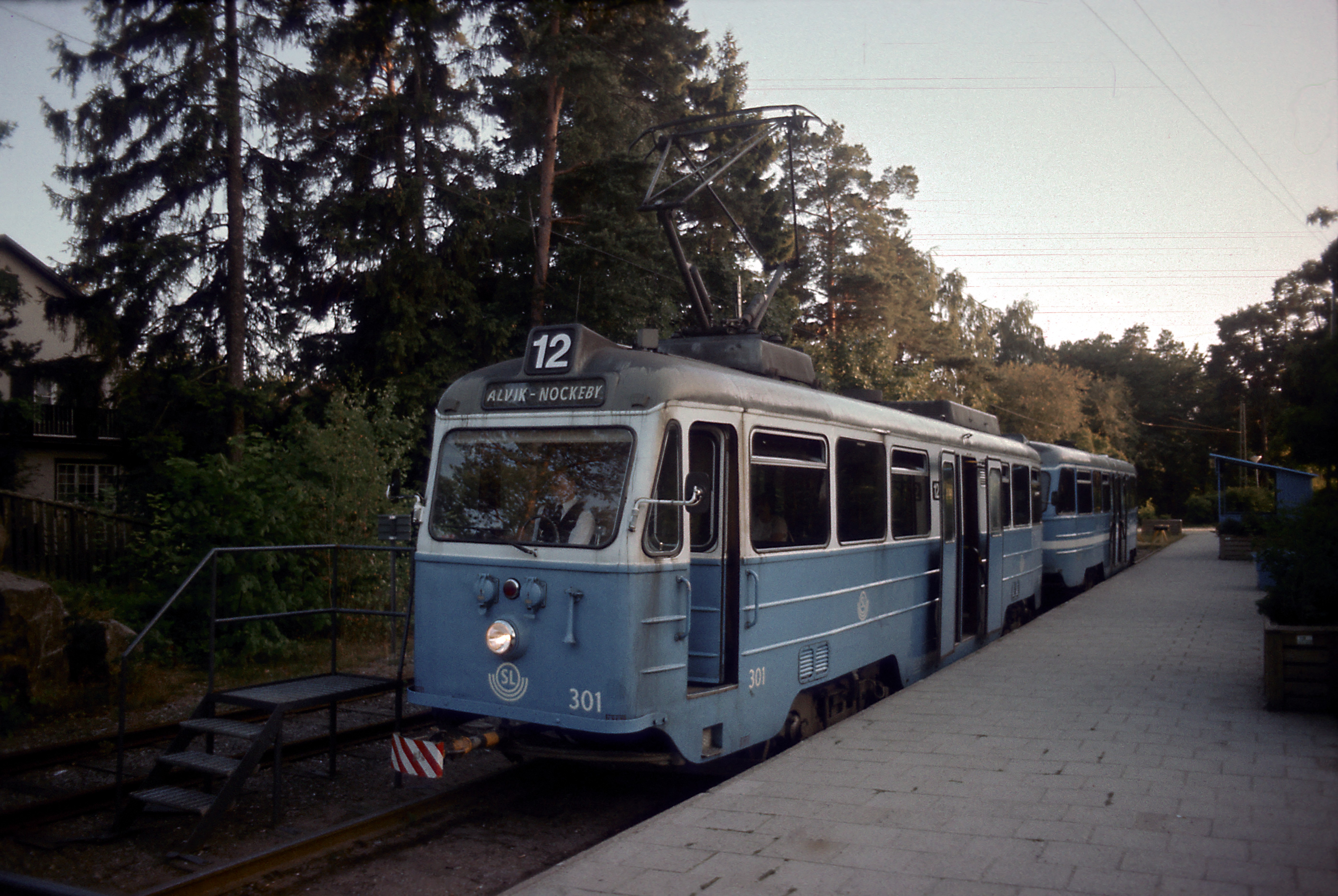
Zug der Nockebybana in Nockeby, 1992.

Nach 1967 blieben lediglich drei Straßenbahnlinien auf zwei Teilnetzen in Betrieb, die als Anschluss zur U-Bahn verkehrten: die Nockebybana (Linie 12) zwischen Alvik und Nockeby im Westen, sowie zwei Bahnen im Osten: die Norra Lidingöbanan zwischen Ropsten und Kyrkviken (Linie 20) sowie die südlicher verlaufende Linie der Södra Lidingöbanan von Ropsten nach Gåshaga (Linie 21). Auf der Nockebybana wurden schon vorher Zweirichtungswagen eingesetzt, deshalb konnte sie mit wenig Aufwand auf Rechtsverkehr umgestellt werden. Zur Gewährleistung der Anschlüsse mit kurzen Umsteigewegen im U-Bahnhof Alvik wurde an der Haltestelle Alléparken eine Kreuzung eingebaut. Das nicht im öffentlichen Straßenraum liegende Streckenendstück bis Alvik wird damit weiterhin im Linksfahrbetrieb befahren. Die damals größtenteils eingleisige Lidingöbana verlief östlich vom U-Bahnhof Ropsten hauptsächlich auf eigenem Bahnkörper und konnte deshalb ebenfalls erhalten werden, auch sie wird im östlichen Streckenteil ab Högberga noch im Linksverkehr betrieben. Die nördliche Lidingöbana (Linie 20), obwohl zweigleisig auf eigener Trasse angelegt, wurde trotzdem 1971 eingestellt.
1975 wurden die Linien 12 und 21 in 120 und 221 umbenannt, um in das Nummernsystem der sie umgebenden Buslinien zu passen. Als die Ängbyvagn aus den 1940er Jahren Ende der 1970er bzw. Anfang der 1980er Jahre langsam alt wurden, war eine Einstellung der letzten beiden Straßenbahnlinien im Gespräch. Zwei Bürgerinitiativen, Rädda Tolvan („Rettet die Zwölf“) und Lidingöbanans vänner („Freunde der Lidingöbahn“) erreichten jedoch einen Beschluss der Konservativen, Zentrums- und Linkspartei, den Wagenpark zu erneuern, was bis 1994 abgeschlossen wurde. 1989 erhielten beide Linien ihre früheren Nummern zurück.

### Renaissance der Straßenbahn (seit 1991)

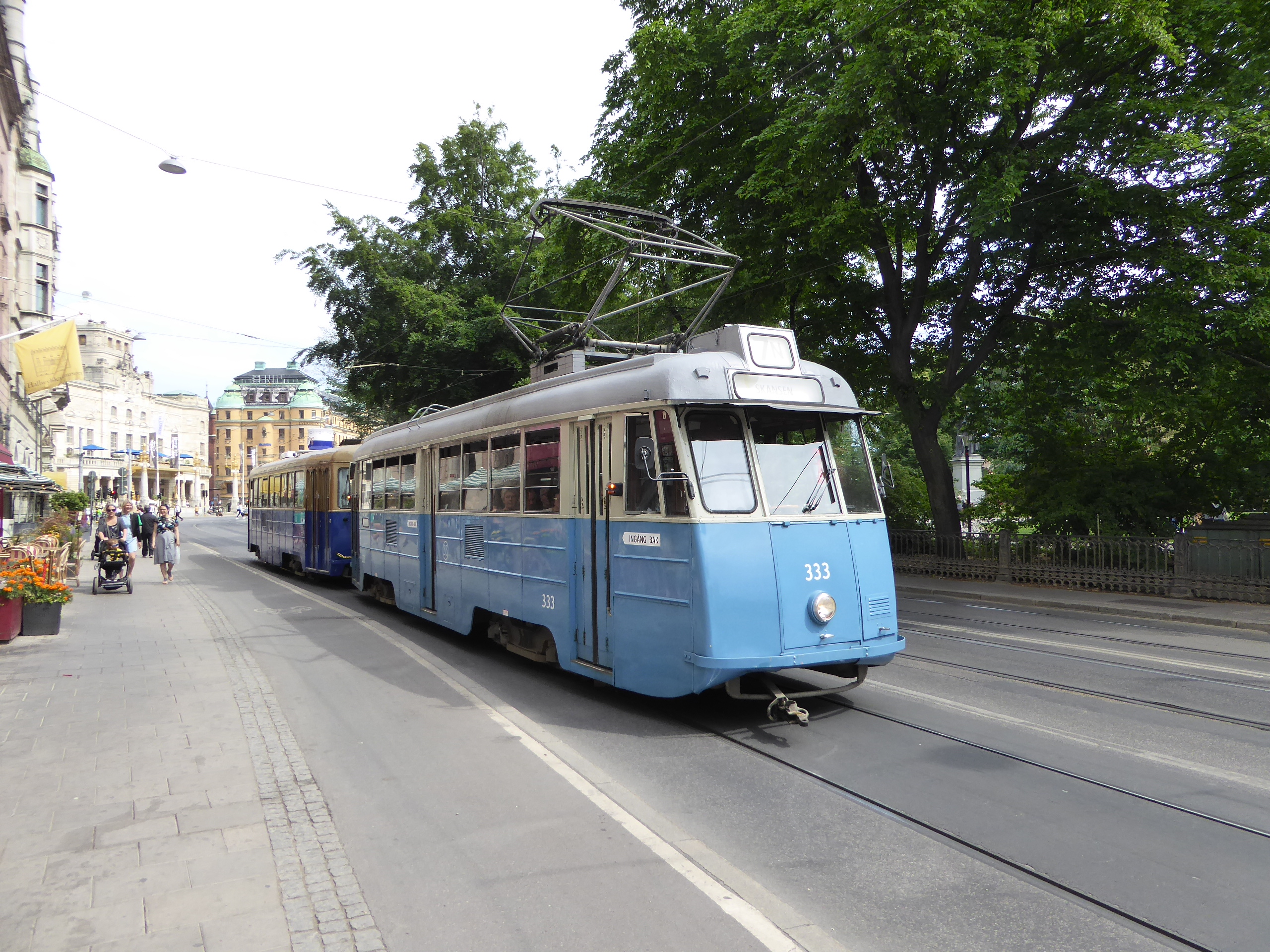
Ein Göteborger Mustang-Triebwagen auf der Museumsstraßenbahn, 2008

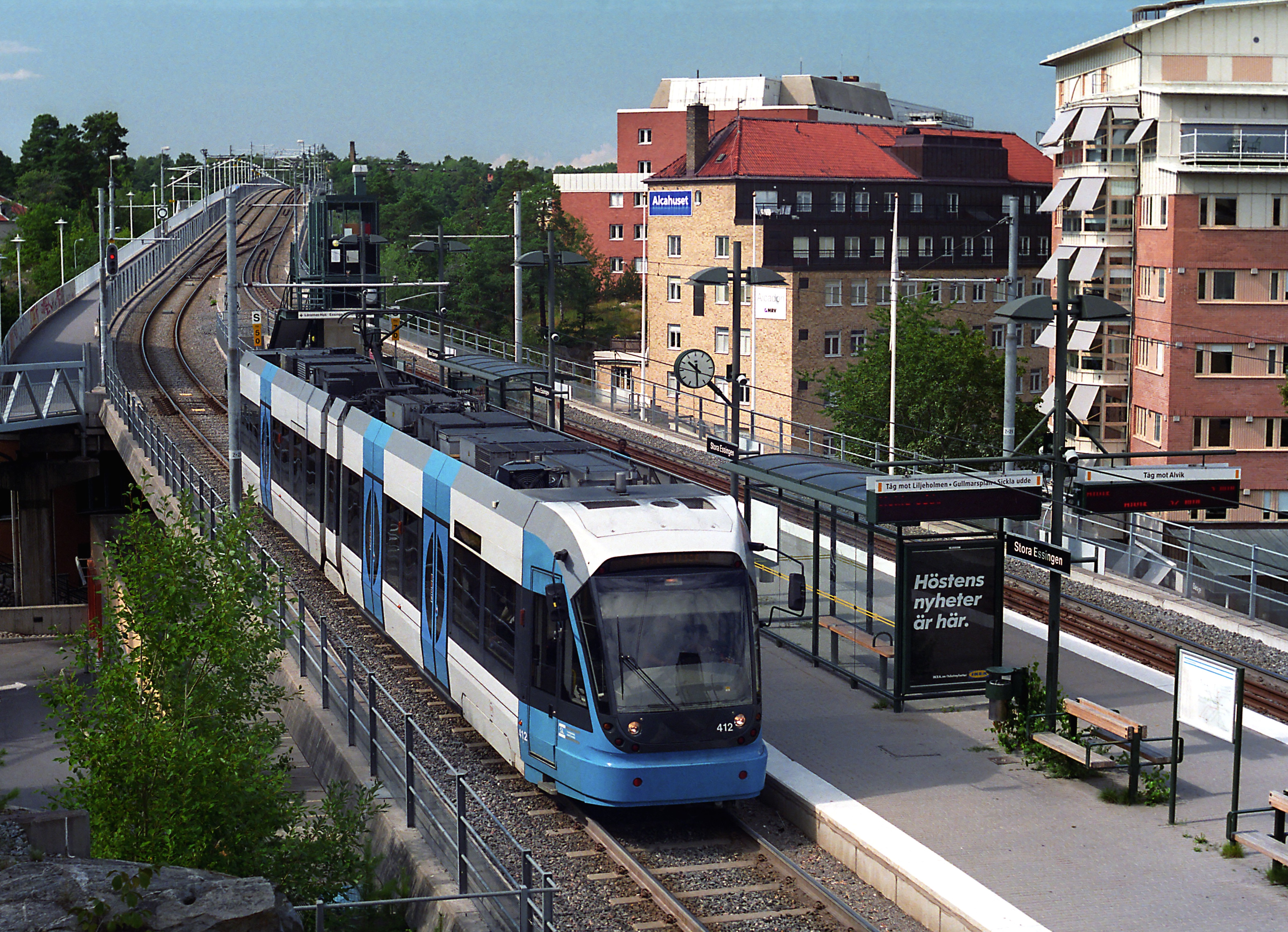
Zweite Etappe der Tvärbanan, hier in Stora Essingen, 2000.

Seit den 1990er Jahren entstehen wieder neue Straßenbahnstrecken in Stockholm, hauptsächlich in den Vororten, aber auch in der Innenstadt.

#### Djurgårdslinjen und Spårväg City
Die erste neue Straßenbahnstrecke war die Djurgårdslinje 7, eine Museumsstraßenbahn zwischen Norrmalmstorg in der Innenstadt und Waldemarsudde auf der Insel Djurgården mit mehreren Museen wie dem Freilichtmuseum Skansen und dem Freizeitpark Gröna Lund. Diese Linie wurde sowohl von der Provinz als auch der Gemeinde Stockholm über die Stiftelsen Stockholms Museispårvägar („Stiftung Stockholmer Museumsstraßenbahnen“), jedoch gegen den Widerstand von Storstockholms Lokaltrafik finanziert und gebaut. Der Museumslinienbetrieb wurde 1991 aufgenommen, Betreiber ist Svenska Spårvägssällskapet („Schwedische Straßenbahngesellschaft“). Wegen des Einspruchs von SL wurde die Linie nicht in den Gemeinschaftstarif einbezogen. SL setzte parallel die Buslinie 47 ein. Erst nach einigen Jahren einigten sich die Betreiber über eine Anerkennung von Zeitkarten der SL. Ein Teil der historischen Wagen sind Einrichtungswagen, die in der Mehrzahl auf den Rechtsfahrbetrieb umgebaut wurden. Für ihren Einsatz erhielt die Strecke mehrere Wendeschleifen.
Am 19. Juni 2007 beschloss der Vorstand von SL, die Strecke bis zum Sergels torg zu verlängern, mit modernen Wagen zu bedienen und so die Buslinie 47 zu ersetzen, die bislang noch parallel zur Museumsstraßenbahn verkehrte. Am 23. August 2010 nahm die neue Linie 7 unter dem Namen Spårväg City den Betrieb auf, die historischen Straßenbahnzüge fahren seitdem als Linie 7N. Seit 2011 sind auch sie mit allen Fahrkarten nutzbar. Die Verlängerung wurde von der Sozialdemokratischen Partei und der Stockholmer Handelskammer als Verschwendung der SL-Investitionsmittel gewertet.
Am 3. September 2018 wurde die Strecke der Linie 7 nochmals von Kungsträdgården, wohin sie für den Weiterbau von Sergels torg zurückgezogen wurde, bis zum Verkehrsknoten Hauptbahnhof mit Station City und T-Centralen verlängert.

#### Tvärbanan
Im Rahmen des Infrastrukturprogramms Dennispaketet, das 1992 von den Konservativen, Sozialdemokraten und Liberalen verabschiedet wurde, beschloss man den Bau einer tangentialen Stadtbahnverbindung. Im Jahre 2000 eröffnete der erste Abschnitt der Tvärbana („Querbahn“) zwischen Liljeholmen und Gullmarsplan unter der Liniennummer 22. Nach weiteren Streckenverlängerungen an beiden Enden verkehrte diese Linie im Jahre 2019 zwischen Solna und Sickla. Mit der ursprünglich für Dezember 2020 geplanten Eröffnung des ersten Abschnitts des Tvärbana-Abzweigs nach Kista bis zum Flughafen Bromma als Linie 31 wurde die Linie 22 in 30 umbenannt.

## Streckennetz
Ein Netz besteht im eigentlichen Sinne nicht, es gibt mehrere voneinander unabhängige Linien. Lediglich Nockeby- und Tvärbanan sind in Alvik miteinander verbunden, die Wagen werden auf beiden Linien eingesetzt. Beide weisen zudem Gleisverbindungen zum U-Bahn- und Fernbahnnetz auf.
| Linie | Name            | Linienweg                            | Länge   | Haltestellen | Fahrzeuge        | Depots        |
| ----- | --------------- | ------------------------------------ | ------- | ------------ | ---------------- | ------------- |
| 7     | Spårväg City    | T-Centralen – Waldemarsudde          | 3,5 km  | 11           | A35              | Alkärrshallen |
| 7N    | Djurgårdslinjen | Norrmalmstorg – Skansen              | 2,9 km  | 7            | Museumsfahrzeuge |               |
| 12    | Nockebybanan    | Nockeby – Alvik (U-Bahnhof)          | 5,7 km  | 10           | A32, A35         | Brommadepån   |
| 21    | Lidingöbanan    | Ropsten (U-Bahnhof) – Gåshaga brygga | 9,2 km  | 13           | A36              | Lidingödepån  |
| 30    | Tvärbanan       | Solna station – Sickla               | 19,0 km | 26           | A32, A35         | Ulvsundadepån |
| 31    | Tvärbanan       | Alviks strand – Bromma flygplats     | 3,8 km  | 6            |                  |               |

Zwar wird der öffentliche Nahverkehr in Stockholm durch Storstockholms Lokaltrafik (SL) geplant und koordiniert, der Betrieb obliegt jedoch dritten Unternehmen. Dies sind im Jahre 2022 für die Linien 7, 7N und 21 AB Stockholms Spårvägar (SS), Tochterunternehmen der Svenska Spårvägssällskapet und nach der ehemaligen Straßenbahnbetriebsgesellschaft vor 1967 benannt, und für die Linien 12, 30 und 31 VR Sverige, ein Tochterunternehmen der finnischen Staatsbahn VR-Yhtymä.

### Eröffnungstabelle
(Bis auf die Linien 7, 12 und 21 ist das frühere Netz bis 1967 nicht berücksichtigt)
| Eröffnungsdatum | Linie   | Strecke                           | Streckenlänge (in km) |
| --------------- | ------- | --------------------------------- | --------------------- |
| 29. Aug. 1914   | 12      | (Innenstadt –) Alvik – Alléparken | 0,9                   |
| 1914            | 21      | Herserud – Parkvägen              | 4,1                   |
| 1914            | 21      | Parkvägen – Brevik                | 2,0                   |
| 1916            | 21      | Brevik – Gåshaga brygga           | 2,1                   |
| 1. Okt. 1923    | 12      | Alléparken – Smedslätten          | 1,3                   |
| 30. Aug. 1924   | 12      | Smedslätten – Ålstens gård        | 0,9                   |
| 20. Mai 1925    | 21      | Herserud – Ropsten (– Innenstadt) | 1,0                   |
| 1. Okt. 1926    | 12      | Ålstens gård – Höglandstorget     | 0,8                   |
| 30. Sep. 1929   | 12      | Höglandstorget – Nockeby          | 1,5                   |
| 2. Juni 1991    | 7       | Norrmalmstorg – Waldemarsudde     | 3,3                   |
| 8. Jan. 2000    | 22 (30) | Gullmarsplan – Liljeholmen        | 4,9                   |
| 1. Juni 2000    | 22 (30) | Liljeholmen – Alvik               | 4,2                   |
| 14. Aug. 2002   | 22 (30) | Gullmarsplan – Sickla udde        | 2,5                   |
| 23. Aug. 2010   | 7       | Norrmalmstorg – Sergels torg      | 0,4                   |
| 28. Okt. 2013   | 22 (30) | Alvik – Solna centrum             | 5,8                   |
| 18. Aug. 2014   | 22 (30) | Solna centrum – Solna station     | 0,9                   |
| 2. Okt. 2017    | 22 (30) | Sickla udde – Sickla              | 0,6                   |
| 3. Sep. 2018    | 7       | Sergels torg – T-Centralen        | 0,2                   |
| 16. Mai 2021    | 31      | Norra Ulvsunda – Bromma flygplats | 1,0                   |

## Zukunft
In Zukunft sind einzelne Erweiterungen des Straßenbahnnetzes geplant.

### Verbindung Spårväg City und Lidingöbanan
Seit dem Ausbau der Lidingöbana im Jahre 2011 ist eine Verbindung mit der Spårväg City (Linie 7) angedacht. So werden die beiden Linien bereits heute durch die gleiche Gesellschaft AB Stockholms Spårvägar betrieben. Zwischen den Haltestellen Djurgårdsbron auf der Linie 7 und der Endhaltestelle Ropsten soll eine knapp fünf Kilometer lange Neubaustrecke über den Freihafen (Frihamnen) entstehen. Die Planung der Verlängerung ist jedoch derzeit „pausiert“.

### Tvärbanan nach Kista
Seit Frühling 2018 ist eine knapp acht Kilometer lange Neubauzweigstrecke der Tvärbana ab Johannesfred über den Flughafen Stockholm/Bromma, Rissne und Kista bis zum Bahnhof Helenelund in Bau. Sie ging am 16. Mai 2021 bis zum Flughafen Bromma in Betrieb und soll 2024 bis Ursvik und 2025 bis Helenelund eröffnet werden.

### Spårväg Syd
2012 wurde von der Verkehrskommission eine Studie über eine Stadtbahn im Süden Stockholms, Spårväg Syd, in Auftrag gegeben. Nach einem Bürgerbeteiligungsverfahren im Jahre 2015 unterzeichneten der Staat, die beteiligten Kommunen und die Region Stockholm eine Vereinbarung zum Bau der Strecke. Sie verläuft vom Bahnhof Älvsjö über Fruängen, Skärholmen und Masmo zum Bahnhof Flemingsberg. Die Bauarbeiten sollten ursprünglich 2024 beginnen, jedoch ist bisher die genaue Streckenführung noch nicht festgelegt. Die Region hat im Frühjahr 2024 von allen beteiligten Stellungnahmen angefordert, während zeitgleich geotechnische Untersuchungen an der Strecke begannen. Eine Inbetriebnahme wird für 2033 erwartet. Eine spätere Verlängerung von Älvsjö nach Gullmarsplan zum Anschluss an die Tvärbanan ist in Vorplanung.